# По (Буркіна-Фасо)
По (фр. Pô) - місто в південній частині Буркіна-Фасо, адміністративний центр провінції Нахурі.

## Опис
Місто засноване приблизно в 1500 році. Нині в ньому розташовується військова база армії Буркіна Фасо.
У 1983 році військові під проводом Блеза Компаоре підняли заколот в По, результатом якого стало зміщення президента Томаса Санкари, якого відправили у в'язницю.
За знаходиться недалеко від кордону з Ганою, на висоті 305 м над рівнем моря . Неподалік від міста розташовуються національний парк Каборе-Тамбі і охороняється лісовий масив По. Основна етнічна група - грусі.
У місті є аеропорт місцевого значення (код PUP) .

## Клімат
Клімат міста характеризується як тропічний, включаючи жаркий сухий сезон і теплий сезон дощів. Найтепліший місяць - квітень (середня температура 32 ° С). Найпрохолодніший і найвологіший місяць - серпень (середня температура 26 ° С, середня місячна норма опадів - 241 мм) .

## Див. Також
- Міста Буркіна-Фасо